# Harpactocrates
Harpactocrates is een geslacht van spinnen behorend tot de familie celspinnen (Dysderidae).

## Soorten
- Harpactocrates apennicola Simon, 1914
- Harpactocrates cazorlensis Ferrández, 1986
- Harpactocrates drassoides (Simon, 1882)
- Harpactocrates escuderoi Ferrández, 1986
- Harpactocrates globifer Ferrández, 1986
- Harpactocrates gredensis Ferrández, 1986
- Harpactocrates gurdus Simon, 1914
- Harpactocrates intermedius Dalmas, 1915
- Harpactocrates meridionalis Ferrández & Martin, 1986
- Harpactocrates radulifer Simon, 1914
- Harpactocrates ravastellus Simon, 1914
- Harpactocrates trialetiensis Mcheidze, 1997
- Harpactocrates troglophilus Brignoli, 1978